# Шелльнхубер, Ханс Йоахим
Ханс Йоахим Шелльнхубер (Шельнхубер, нем. Hans Joachim Schellnhuber; род. 7 июня 1950, Ортенбург, Германия) — немецкий учёный, эколог и климатолог, физик-теоретик.
Директор-основатель Потсдамского института изучения климатических изменений (1992-2018) и профессор Потсдамского университета, а также фелло Stockholm Resilience Centre и член German Advisory Council on Global Change (WBGU) (ранее его соглава). Член Леопольдины (2007) и иностранный член Национальной академии наук США (2005), лауреат престижных премий Volvo за защиту окружающей среды (2011) и Голубая планета (2017). Его называют самым известным немецким исследователем глобального потепления. Шелльнхубер консультировал канцлера Германии Ангелу Меркель, экс-председателя Европейской комиссии Жозе Мануэла Баррозу и папу римского Франциска — последнего, в частности, по его энциклике Laudato si’ (2015).

## Биография
В 1970—1976 годах изучал физику и математику в Регенсбургском университете, одновременно с 1971 года являлся там же студентом-помощником на кафедре физики. В 1976 году получил степень по физике с отличием и с того же года ассистент на упомянутой кафедре. В 1980 году получил докторскую степень по теоретической физике в том же университете. В 1981—1982 годах постдок-фелло в Институте теоретической физики в Калифорнийском университете в Санта-Барбаре. В 1982—1987 годах ассистент-профессор кафедры физики Ольденбургского университета и в 1985 году хабилитировался по теоретической физике в этом университете. В 1987—1988 годах приглашённый профессор Калифорнийского университета в Санта-Крузе. В 1988—1993 годах профессор теоретической физики Ольденбургского университета.
С 1992 года директор-основатель Потсдамского института изучения климатических изменений (по 2018), одновременно заведующий кафедрой теоретической физики Потсдамского университета, его профессор, также старший фелло-исследователь Stockholm Resilience Centre и член German Advisory Council on Global Change (ранее его соглава).
В 2001—2005 годах директор по исследованиям Tyndall Centre и профессор школы экологических наук Университета Восточной Англии.
В 2005—2009 годах приглашённый профессор физики Оксфордского университета и почётный член его колледжа Крайст-черч.
Член Германской академии естествоиспытателей «Леопольдина» (2007), Европейской академии (2012), Папской академии наук (2015), а также МГЭИК и Римского клуба.

## Награды и отличия
- Royal Society Wolfson Research Merit Award[англ.] (2002)
- Environment Prize (German Environment Foundation)[англ.] (2007)
- Volvo Environment Prize (2011)
- Премия Голубая планета (2017)
- В 2017 году вошёл в шорт-лист (топ-10) премии Глобальная энергия[14]

Почётный доктор Копенгагенского университета (2011) и Берлинского технического университета (2012).
Удостоен орденов Заслуг земли Бранденбург (2008) и «За заслуги перед Федеративной Республикой Германия» (2011).
Командор ордена Британской империи (2004).

## Труды
- Рамсторф Ш., Шельнхубер Х. Й. Глобальное изменение климата: диагноз, прогноз, терапия. Пер. с нем. Д. К. Трубчанинова. — М.: ОГИ, 2009. 271 с. (Рецензия Архивная копия от 26 апреля 2021 на Wayback Machine)